# Lidingö (ville)
Lidingö est une ville de Suède dans la commune de Lidingö, dont elle est le chef-lieu, située dans le comté de Stockholm.
Sa population était de 44 232 habitants en 2019.

## Personnalités liées à la commune
- Gusti Jirku (1892-1978), écrivaine, journaliste, traductrice et espionne